# Boos, Unterallgäu
Boos là một đô thị ở huyện Unterallgäu bang Bayern thuộc nước Đức.